# Calle Van Dorn (Metro de Washington)
Calle Van Dorn es una estación en la línea Azul del Metro de Washington, administrada por la Autoridad de Tránsito del Área Metropolitana de Washington. La estación se encuentra localizada en 5690 Eisenhower Avenue en Alexandria, Virginia. La estación Calle Van Dorn fue inaugurada el 15 de junio de 1991. 

## Descripción
La estación Calle Van Dorn cuenta con 1 plataforma central. La estación también cuenta con 361 de espacios de aparcamiento y 20 espacios para bicicletas con 6 casilleros.

## Conexiones
La estación cuenta con las siguientes conexiones de autobuses: 
- Rutas del MetroBus